# Kommunens bästa
Kommunens bästa var ett lokalt politiskt parti som var registrerat för val till kommunfullmäktige i Oskarshamns kommun. Partiet var representerat i Oskarshamns kommunfullmäktige åtminstone mandatperioden 1982/1985, där partiets bildare Weine Samuelsson satt i fullmäktige.